# Calicorema capitata
Calicorema capitata är en amarantväxtart som först beskrevs av Horace Bénédict Alfred Moquin-Tandon, och fick sitt nu gällande namn av Joseph Dalton Hooker. Calicorema capitata ingår i släktet Calicorema och familjen amarantväxter. Inga underarter finns listade i Catalogue of Life.